# Wurzburg (radar)

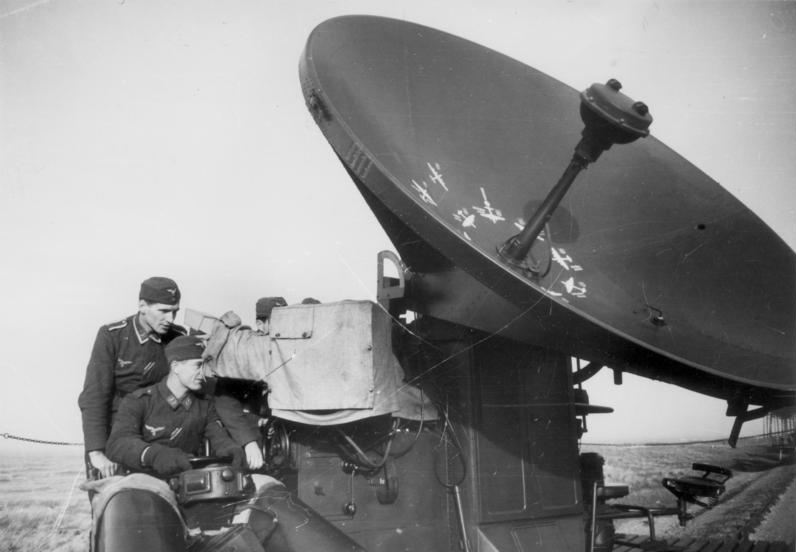
Um Würzburg D em operação

Würzburg foi um radar armado usado pela Luftwaffe e pelo Exército Alemão durante a Segunda Guerra Mundial. O desenvolvimento do radar começou antes da guerra começar, e o radar começou a entrar em serviço em 1940. Com o passar dos anos, mais de 4000 unidades foram produzidas em vários modelos diferentes. O seu nome vem da cidade de Würzburg. Este radar era usado em conjunto com o Freya; enquanto o Freya detectava se aeronaves inimigas se aproximavam e que caminho seguiam, o Würzburg determinava a que altura e distância essas aeronaves estavam.